# 西宮米穀商会
合名会社西宮米穀商会（にしのみやべいこくしょうかい）は、かつて兵庫県武庫郡西宮町（現西宮市）に存在した企業。

## 概要
1899年（明治32年）9月設立。営業の目的は「米穀売買及び委託販売」、あるいは「米穀仲立業」。同商会は西宮駅前字池田にあった。

## 役員

### 『日本全国諸会社役員録 明治35年』
- 業務担当社員・辰馬喜十郎[2]
- 監理役・藤田卯三郎[2]
- 支配人・深山信次[2]

### 『西宮現勢史』
- 代表社員・辰馬利一、丹羽卯七[3]